# Riella sersuensis
Riella sersuensis là một loài rêu trong họ Riellaceae. Loài này được Trab. mô tả khoa học đầu tiên.